# Фокс Крик (Алберта)
Фокс Крик (енгл. Fox Creek) је малена варошица у северном делу канадске провинције Алберта, у оквиру статистичке регије Северна Алберта. Кроз насеље удаљено 259 км северозападно од административног центра провинције Едмонтона и 199 км југоисточно од Гранд Прерија, пролази деоница ауто-пута 43.
Насеље Фокс Крик је основано 1955. и једно је од најмлађих у провинцији. Године 1957. су северно од вароши откривена значајнија лежишта нафте и земног гаса, а до 1962. отворено је чак 12 нафтних бушотина у околини. Насеље је 1983. добило статус варошице.
Према подацима пописа становништва из 2011. у варошици је живело 1.969 становника у 980 домаћинстава, што је за 13,6% мање у односу на 2.278 житеља колико је регистровано приликом пописа 2006. године.
Најважнији извори прихода вароши долазе од нафтних бушотина и шумарства.

## Становништво
| 2006. | 2011. |
| ----- | ----- |
| 2.278 | 1.969 |